# Родригес, Наталия
Наталья Родригес Арройо (исп. Natalia Rodríguez Arroyo; род. 7 мая 1992, Мадрид, Испания) — испанская актриса

. Известна ролью Натальи Фабрегас в телесериале «Открытое море».

## Биография
Родилась 7 мая 1992 года в Мадриде. Училась в драматическом центре «Лас-Росас». Она проводила исследование драматической структуры с Ракель Перес, а также актерские мастер-классы с Карлой Хул. В 2019 году сыграла главную роль Натальи Фабрегас в испаноговорящей телесериале производства Netflix и Bambú Producciones — «Открытое море».